# Фратаферн
Фратаферн (д/н — бл. 323 до н. е./321 до н. е.) — державний та військовий діяч часів падіння імперії Ахемендів та на початку імперії Олександра Македонського.

## Життєпис
Походження невідомо, але напевне належав до перської чи мідійської знаті. Вперше згадується з приводу участі в битві при Гавгамелах 331 року до н. е. На той час обіймав посаду сатрапа Парфії і Гірканії. Привів до перського царя Дарія III загони парфів, гірканів й тапурів.
Після поразки у битві супроводжував царя у втечі на схід. Згодом підтримав змову проти Дарія III, але після вбивства того разом Набарзаном здався Олександру Македонському в Гірканії. Не отримав підтвердження своєї посади сатрапа, яка перейшла до Аммінапа.
На початку 329 року до н. е. призначений сатрапом Парфії. Швидко змусив Барзана, якого Бєсс (оголошений Артаксерксом V) віправив до Парфії, залишити сатрапію. Приєднався (відповідно до Арріана) до македонських військ, що виступили на придушення повстання Сатібарзана в Арії.
Взимку 328/327 року до н. е., під час перебування македонського війська в Согдіані, Фратаферн був спрямований для приборкання повстання мардів і тапурів під керівництвом Автофрадата. Швидко переміг останнього, приборкавши повстання. За це призначено також сатрапом Гірканії.
Влітку 326 року до н. е. приєднався до Олександра Македонського в його поході до Індії. Проте, мабуть, незабаром повернувся, оскільки 325 року до н. е. відправив свого сина Фрадасмана з великим караваном провізії для постачання македонської армії, що поверталася через пустелю Гедросії.
Під час реформи війська та утворення нової гвардії (агеми) Олександр Македонський призначив синів Фратаферна — Сісіна і Фрадасмана — до її складу.
Після смерті Олександра Великого 323 року до н. е. при першому розподілі провінцій в Вавилоні Фратаферн зберіг владу в своїх сатрапіях. Але помер до 321 року до н. е., коли відбувся другий розділ у Трипарадісі. Парфію отримав в управління Філіп, Не виключені версії того, що Фратаферн міг бути зміщений зі свого поста або залишив сатрапію через похилий вік.